# تازه (فیلم ۲۰۲۲)
تازه (به انگلیسی: Fresh) یک فیلم کمدی دلهره‌آور آمریکایی محصول ۲۰۲۲ به کارگردانی میمی کیو در اولین کارگردانی‌اش برگرفته از فیلمنامه‌ای از لورین کان است. دیزی ادگار-جونز و سباستین استن بازیگران این فیلم هستند. این محصول مشترک بین لجندری پیکچرز و هایپرآبجکت اینداستریز است. آدام مک کی در کنار کوین جی مسیک و مایو کولینان این فیلم را تهیه کرده‌است.
این فیلم اولین نمایش جهانی خود را در جشنواره فیلم ساندنس در ۲۰ ژانویه ۲۰۲۲ داشت و در ۴ مارس ۲۰۲۲ از طریق هولو توسط سرچلایت پیکچرز منتشر شد. این فیلم عموماً نقدهای مثبتی از سوی منتقدان دریافت کرد.

## بازیگران
- دیزی ادگار-جونز در نقش نوآ
- سباستین استن در نقش استیو / برندان
- جونیکا تی گیبز در نقش مولی
- شارلوت لوبون در نقش آن
- آندرئا بنگ در نقش پنی
- دایو اوکنی در نقش پل
- برت دایر در نقش چاد